# Barbara Frischmuth
Barbara Frischmuth (ur. 5 lipca 1941 w Altaussee, zm. 30 marca 2025 tamże) – austriacka pisarka, dramaturg, scenarzystka, autorka audycji radiowych i tłumaczka.

## Życiorys
Barbara Frischmuth urodziła się w Altaussee, w kraju związkowym Styria, w powiecie Liezen. Jej ojciec, Anton Frischmuth, był hotelarzem, matka Maria z domu Schmidt, kontynuowała działalność męża do 1956, kiedy przeniosła się do Grazu, gdzie do 1976 roku prowadziła browar Reinighaus w Eggenberg. Barbara Frischmuth spędziła część swojego dzieciństwa w Altaussee, gdzie uczęszczała również do szkoły podstawowej. Kolejno uczyła się w Gmunden, a następnie od 1957 w szkole średniej w Bad Aussee. W lipcu 1959 zdała maturę, a jesienią zapisała się do instytutu tłumaczeń na Uniwersytecie w Grazu, gdzie uczyła się tureckiego i angielskiego. W tym samym roku opublikował pierwsze wiersze w Graz Heimatsaal.
W latach 1960–1961 przebywała na stypendium na tureckim Uniwersytecie Atatürka w Erzurum. W tym samym czasie została członkiem założycielem Forum Stadtpark, gdzie wiosną 1961 po raz pierwszy opublikowano jej prace. Po powrocie na uniwersytet w Grazu rozpoczęła naukę języka węgierskiego w instytucie tłumaczeń ustnych. W 1963 roku otrzymała dyplom interpretacji tureckiej. Kolejne stypendium umożliwiło jej naukę na Uniwersytecie Lajosa-Kossutha w Debreczynie. Ukończyła studia na uniwersytecie węgierskim latem 1964 jako certyfikowany tłumacz. Jesienią przeniosła się do Wiednia i rozpoczęła studia na Uniwersytecie Wiedeńskim w zakresie turkologii, iranistyki i studiów islamistycznych. W latach 1965–1966 pracowała jako asystent w instytucie orientalistyki. Jesienią 1966 roku porzuciła studia i zaczęła pracować w pełnym wymiarze godzin jako pisarka i tłumacz.
W 1967 pojawiło się jako pierwsze tłumaczenie Frischmuth z węgierskiego, dziennik z obozu koncentracyjnego Any Novac, rok później wydana została jej pierwsza własna praca Die Klosterschule. Od tego czasu publikowała kilkadziesiąt powieści, opowiadań, dramatów, słuchowisk radiowych i tłumaczeń z języka węgierskiego.
Barbara Frischmuth odwiedza do tej pory m.in. Turcję, Węgry, Egipt i Anglię, ale także Chiny (1982) i Japonię (1990). Kilkakrotnie podróżowała po Stanach Zjednoczonych, w 1976 spędziła trzy miesiące jako pisarz w Oberlin College w stanie Ohio, a w 1987 została zaproszona przez Washington University in St. Louis w stanie Missouri. Jesienią 1990 prowadziła wykłady z poezji na Uniwersytecie w Monachium pod tytułem Traum der Literatur – Literatur des Traums. W latach 1997–1998 była jurorem konkursu Klagenfurt Ingeborg-Bachmann-Wettbewerb, a w latach 1997–2002 członkiem komitetu niemieckiego Towarzystwa Friedricha Schillera w Marbach am Neckar.
Barbara Frischmuth znana jest polskim czytelnikom z dwóch tłumaczonych książek – Kai, czyli Miłość do ideałów oraz Zniknięcie cienia w słońcu. W 2012 odwiedziła Polskę na zaproszenie Studenckiego Centrum Kultury Uniwersytetu Opolskiego.

## Życie prywatne
Barbara Frischmuth miała z pierwszym mężem syna Floriana Anastasiusa Grüna (1973). W 1988 wyszła ponownie za mąż za dr. Dirka Pennera psychiatrę i neurologa. Od 1999 mieszkała w Altaussee.

## Twórczość

### Powieści
- Die Klosterschule (1968), wydanie pol. Szkoła klasztorna (tłum. Eliza Borg, 2018)
- Geschichten für Stanek (1969)
- Tage und Jahre. Sätze zur Situation (1971)
- Das Verschwinden des Schattens in der Sonne (1980), wydanie pol. Zniknięcie cienia w słońcu (tłum. Henryk Anders, 1980)[7]
- Rückkehr zum vorläufigen Ausgangspunkt (1973)
- Haschen nach Wind. Erzählungen (1974)
- Die Mystifikationen der Sophie Silber (1976)
- Amy oder Die Metamorphose (1978)
- Entzug – ein Menetekel der zärtlichsten Art (1979)
- Kai und die Liebe zu den Modellen (1980), wydanie pol. Kai, czyli miłość do ideałów (tłum. Maria Gero-Rożniewicz, 1987)[8]
- Bindungen (1980)
- Die Ferienfamilie (1981)
- Die Frau im Mond (1982)
- Vom Leben des Pierrot (1982)
- Traumgrenze (1983)
- Kopftänzer (1984)
- Herrin der Tiere (1986)
- Über die Verhältnisse (1987)
- Mörderische Märchen (1989)
- Einander Kind (1990)
- Mister Rosa oder Die Schwierigkeit, kein Zwerg zu sein. Spiel für einen Schauspieler (1991)
- Traum der Literatur – Literatur des Traums (1991)
- Wassermänner. Lesestücke aus Seen, Wüsten und Wohnzimmern (1991)
- Hexenherz (1994)
- Die Schrift des Freundes (1998)
- Fingerkraut und Feenhandschuh. Ein literarisches Gartentagebuch (1999)
- Schamanenbaum. Gedichte (2001)
- Die Entschlüsselung (2001)
- Löwenmaul und Irisschwert. Gartengeschichten (2003)
- Der Sommer, in dem Anna verschwunden war (2004)
- Marder, Rose, Fink und Laus. Meine Garten-WG (2007)
- Vergiss Ägypten. Ein Reiseroman (2008)
- Die Kuh, der Bock, seine Geiss und ihr Liebhaber. Tiere im Hausgebrauch (2010)
- Woher wir kommen (2012)

### Książki dla dzieci i młodzieży
- Amoralische Kinderklapper (1969)
- Der Pluderich (1969)
- Philomena Mückenschnabel (1970)
- Polsterer (1970)
- Die Prinzessin in der Zwirnspule und andere Puppenspiele für Kinder (1972)
- Ida – und Ob (1972)
- Grizzly Dickbauch und Frau Nuffl (1975)
- Der liebe Augustin (1981)
- Die Ferienfamilie (1981)
- Biberzahn und der Khan der Wind (1990)
- Sommersee (1991)
- Machtnix oder Der Lauf, den die Welt nahm. Eine Bildergeschichte (1993)
- Gutenachtgeschichte für Maria Carolina (1994)
- Vom Mädchen, das übers Wasser ging (1996)
- Donna & Dario (1997)
- Die Geschichte vom Stainzer Kürbiskern (2000)
- Alice im Wunderland (2000)

### Sztuki teatralne
- Der grasgrüne Steinfresser (1973)
- Die Prinzessin in der Zwirnspule (1976)
- Daphne und lo oder Am Rande der wirklichen Welt (1982)
- Mister Rosa oder Die Schwierigkeit, kein Zwerg zu sein (1989)
- Anstandslos (1994)
- Eine kurze Geschichte der Menschheit (1994)
- Lilys Zustandekommen (2002)
- Rabenmutter (2004)

### Libretto
- Mirabellenkompott oder Mostbirnenmus, (2007)

### Audycje radiowe
- Die Mauskoth und die Kuttlerin (1970)
- Die unbekannte Hand (1970)
- Löffelweise Mond (1971)
- Ich möchte, ich möchte die Welt (1977)
- Die Mondfrau (1979)
- Biberzahn und der Khan der Winde (1986)
- Binnengespräche (1986)
- Tingeltangel oder Bin ich noch am Leben? (1988)
- Mister Rosa oder Die Schwierigkeit, kein Zwerg zu sein (1990)
- Die Mozart hörende Hanako und ihre fünf Kätzchen (1991)
- Anstandslos (1992)
- Der grasgrüne Steinfresser (1993)
- Eine Liebe in Erzurum (1994)
- Miss Potter hat es sich anders überlegt (1996)
- Genesis (1997)
- Vier Verse für einen Mantel oder die Verwandlung des Abu Seid von Serug (1997)

### Tłumaczenia
- Miklós Mészöly: Saul. (1970)

### Scenariusze filmowe
- Der Mäuseschreck (1972)
- Na und. Eine Hexengeschichte (1972)
- Die Prinzessin in der Zwirnspule (1973)
- Ida – und Ob (1973)
- Baum des vergessenen Hundes (1976)
- Abschiede (1986)
- Otter (1985)
- Ausseerland (1991)
- Rabenmutter (1991)
- Sommersee (1992)